# Оз, Дафни
Да́фни Нур Оз (англ. Defne Nur Oz; 17 февраля 1986, Филадельфия, Пенсильвания, США) — американская писательница, журналистка и телеведущая.

## Биография
Дафни Нур Оз родилась 17 февраля 1986 года в Филадельфии (штат Пенсильвания, США) в семье кардиохирурга турецкого происхождения Мехмета Оза (род. 1960) и писательницы Лизы Оз (в девичестве Лумоул; род. 1963), которые женаты с 1985 года. У Дафни есть младшие брат и две сестры: Оливер Оз, Зои Оз и Арабелла Оз.
В 2004 году Дафни окончила «Dwight-Englewood School», а в 2008 году — «Princeton University».

## Карьера
Дафни — автор бестселлеров «Relish: An Adventure in Food», «Style» и «Everyday Fun». В своих книгах Оз пишет о своих секретах здоровья и повседневные рецепты, советы и уловки.

## Личная жизнь
С 28 августа 2010 года Дафни замужем за Джоном Йовановичем. У супругов четверо детей: дочь Филомина Бижу Йованович (род. 26.02.2014), сын Йован Йованович-младший (род. 21.10.2015) и ещё две дочери — Доминика Селин Йованович (род. 04.12.2017) и Джованна Инес Йованович (род. 14.08.2019).